# Akasha Gloria Hull
Pour les articles homonymes, voir Hull.
Akasha Gloria Hull (née le 6 décembre 1944) est une poètesse, autrice,  professeure, et critique dont le travail dans le champ de la littérature américaine et l'activisme au sein du Black feminism ont contribué à définir à partir des Women's studies les Black Women's Studies. Sa reconnaissance universitaire, comme son engagement politique, ont augmenté le prestige, la légitimité, le respect et la popularité du féminisme et des études afro-américaines.
Hull a enseigné les Women's Studies et la littérature à l'université de Californie,  à l'université du Delaware, et à l'université des Indes occidentales, à Kingston en Jamaïque. Elle a publié quatre livres, deux nouvelles, une monographie, trois recueils de ses textes, plus de vingt articles dans des journaux professionnels cooptés par ses pairs, et plus d'une trentaine de poèmes en revues et dans des anthologies, et a contribué à plus d'une douzaine d'autres livres. Son premier roman, Neicy, est paru en octobre 2012. Elle vit à Little Rock, en Arkansas.

## Biographie
Hull, née Gloria Theresa Thompson, est venue au monde le 6 décembre 1944 à Shreveport, en Louisiane, d'un père charpentier et ouvrier et d'une mère cuistot et servante. Dans cette même ville, elle est diplômée par la Booker T. Washington High School, puis à Bâton Rouge par la Southern University, y obtenant son diplôme avec félicitations du jury. Parallèlement Hull est secrétaire de l'antenne locale du NAACP et appartient à la sororité Alpha Kappa Alpha, première communauté créée par et pour des universitaires afro-américaines. En tant que pianiste et choriste, elle est également une membre apprécié de l'Église baptiste Zion de Shreveport.
Après avoir été diplômée, Hull s'inscrit à l'université Purdue, où elle obtient une maîtrise et un doctorat en littérature anglaise. Elle y rencontre Prentice Roy Hull, un étudiant, avec lequel elle se marie le 12 juin 1966. Leur fils unique, Adrian Prentice Hull, naît à la même époque. Ils divorcent en 1984. Hull se remarie, divorce en 1991, puis sous l'égide de l'État californien s'engage dans un partenariat domestique qui sera annulé en 2006.
En 1992 Hull a changé de nom légalement, pour prendre celui d'Akasha Gloria Hull - à la place de Gloria Theresa Thompson. Le prénom qu'elle s'est choisie, Akasha, est un mot sanscrit qui signifie lumière, lumineux.
Au cours de sa vie, Hull a étudié et/ou pratiqué le christianisme au sein de la Southern Baptist Convention, le rastafarisme, la religion Santeria, la métaphysique, la méditation, les enseignements d'Alice Bailey et le bouddhisme. Elle a voyagé au Brésil, au Mexique, au Canada, au Japon, aux Caraïbes, en Angleterre, au Ghana, à Hawaï, et au Costa Rica. Ces expériences l'ont aidée à formuler ses recherches, qu'elles aient été traduites sous forme de poésie, de fiction ou de non-fiction.

## Carrière

### Black women's studies et féminisme
À la fin des années 1970, Akasha Gloria Hull est membre du Combahee River Collective, un groupe activiste féministe noir de Boston qui lui permet de se consacrer à l'étude, l'activisme et la critique.
À la même époque, Hull coordonne l'ouvrage All the Women are White, All the Blacks are Men, But Some of Us Are Brave: Black Women's Studies avec Patricia Bell-Scott et Barbara Smith. Fréquemment réimprimé, ce livre est devenu un classique des études féministes, des Black Studies, et des Black Women's Studies. L'appartenance de Hull au milieu universitaire a permis que l'attention soit portée sur les vies des femmes noires. Combiné au grand nombre d'articles qu'elle a écrit par la suite, ces apports ont remédié à la sur-représentation des femmes blanches dans les études féministes comme celles des hommes dans les Black studies. L'Institut National a salué la détermination de Hull par un Women of Color Award. 
En 1986, Hull dirige l'édition de Give us Each Day: The Diary of Alice Dunbar-Nelson, le second journal intime d'une afro-américaine à être publié aux États-Unis. The New York Times en fait une critique enthousiaste. Give Us Each Day fait le jour sur la vie et l'époque de Alice Dunbar-Nelson, une fascinante poète et journaliste qui avait été éclipsé par la célébrité de son mari, l'écrivain et poète Paul Laurence Dunbar. L'ouvrage de Hull, intitulé Color, Sex and Poetry: Three Women Writers of the Harlem Renaissance, met en lumière la place des femmes dans ce moment clé de l'Histoire. La précision de ses recherches, notamment en archives, montrent pour la première fois les liens érotiques et homosexuels qu'il a pu exister entre les femmes de cette époque, et l'existence dans leurs écrits de questions lesbiennes. 

### Poésie et fiction
Dans le courant des années 1970, la poésie de Hull commence à être publiée. Ses premiers textes apparaissent dans Women: A Journal of Liberation. Hull est ensuite invitée à les faire figurer dans de nombreux recueils tels que Flatfooted Truths, Life Prayers, Sisterfire, In Search of Color Everywhere, Daughters of Africa, Érotique Noire, Callaloo, and Shout Out: Women of Color Respond to Violence.
Son livre Healing Heart: Poems, publié par Kitchen Table: Women of Color Press, est salué par le critique Stephen E. Henderson comme « un plaisir total », quand Ntozake Shange estime que ce recueil exprime « la voix d'une femme de couleur, libre, fière, sensuelle et bien vivante ». 
Dans son livre Soul Talk: The New Spirituality of African-American Women, Hull observe la façon dont se multiplient philosophies métaphysique et pratiques New Age après 1980, et suppose que la politique, la spiritualité, et la créativité s'unissent pour créer un paradigme nouveau et révolutionnaire. La lauréate du Prix Nobel de littérature, Toni Morrison, et l'activiste littéraire E. Ethelbert Miller (en) l'approuvent en même temps que le Publishers Weekly estime ce livre être « puissant, pratique, un gombo qui rassasie… le cœur et l'esprit ».
En 2006, Hull déménage à Little Rock en Arkansas et se consacre à l'écriture de fictions. Au concours Ursula K. Le Guin Imaginative Fiction lancé par le Rosebud Magazine, elle termine demi-finaliste, se classant parmi les 20 premiers sur 300 concurrents, avec Touch Me, They Said, They Wanted. Sa nouvelle Plum Jelly in Hot Shiny Jars paraît dans l'anthologie Age Ain't Nothing but a Number: Black Women Explore Midlife publié par Beacon Press en 2003. En 2012, Hull finit son premier roman, Neicy, qu'elle décrit comme l'histoire « d'une actrice noire américaine traversant des tas d'histoires d'amour, de sexe, de sexualité, de découverte de soi » et elle ajoute : « rien n'est autobiographique, mais j'y suis toute entière ».

### Apparitions publiques, activisme, récompenses
Hull est intervenue dans de nombreuses universités et pour de nombreuses communautés à travers les États-Unis. Elle a également donné de nombreuses conférences et lectures en librairies. Elle a été interviewée à la National Public Radio au sujet des poètes de la Renaissance de Harlem. Elle a participé a l'implantation et à l'organisation de groupes féministes professionnels. Enfin, Hull a proposé des ateliers sur le multiculturalisme, la spiritualité, la créativité et l'auto-émancipation.
Les lieux qui ont accueilli ces différentes présentations du travail de Hull sont, parmi d'autres, le Michigan's Everywoman's Festival, l'American Libary Association, le New York Open Center, le Centre du Livre de la Bibliothèque du Congrès, une trentaine de participation aux prises de paroles dans des Class Reunion. Hull a également été invitée à discuter avec Toni Cade Bambara, Gwendolyn Brooks, Maya Angelou, Alice Walker, and Octavia Butler. Elle a bénéficié de bourses du National Endowment for the Humanities, des fondations Fulbright, Rockefeller, Mellon et Ford, de l'American Association of University Women, et du National Humanities Center.En 1992, l'université Purdue l'a récompensé du titre de Docteur Honoraire de Lettres pour « son travail innovant dans le champ des Black Women's Studies lequel a permis à un plus grand nombre d'entendre et d'apprécier la pluralité des voix existantes ».

## Ouvrages

### Non-fiction
- But Some of Us Are Brave: All the Women Are White, All the Blacks Are Men: Black Women's Studies, Bell-Scott, Patricia. Hull, Gloria. Smith, Barbara. (co-dir.), New York, The Feminist Press at the City University of New York, 1982.
- Dunbar-Nelson, Alice, Give Us Each Day: The Diary of Alice Dunbar-Nelson. dir. Gloria T. Hull, New York: W W Norton & Co Inc, 1986.
- Color, Sex and Poetry: Three Women Writers of the Harlem Renaissance, Bloomington: Indiana University Press, 1987.

### Poésie
- Healing Heart: Poems, Kitchen Table: Women of Color Press, 1989.
- Soul Talk: The New Spirituality of African-American Women, Rochester, Vermont: Inner Traditions Press, 2001.

### Fiction
- (en) Age Ain't Nothing but a Number: Black Women Explore Midlife, Beacon Press, 2013.
- (en) Neicy, Aurelia Works, 2012.